# Fibraurea tinctoria
Espèce
Fibraurea tinctoria est une espèce de plantes dicotylédones de la famille des Menispermaceae originaire d'Asie.

## Systématique
Le nom correct complet (avec auteur) de ce taxon est Fibraurea tinctoria Lour..
Fibraurea tinctoria a pour synonymes :
- Cocculus fibraurea DC.
- Fibraurea chloroleuca Miers
- Fibraurea fasciculata Miers
- Fibraurea laxa Miers
- Fibraurea manipurensis Brace
- Fibraurea manipurensis Brace ex Diels
- Fibraurea trotteri Watt ex Diels
- Menispermum tinctorium Spreng.

## Usage médical
Cette plante est utilisée dans la médecine traditionnelle indonésienne, principalement pour sa contenance en berbérine, un alcaloïde isoquinoléine connu pour ses nombreuses propriétés médicinales.
Un Orang-outang de Sumatra nommé Rakus a utilisé avec succès cette plante comme cataplasme dans une démarche d'automédication dite de zoopharmacognosie, pour soigner une blessure faciale,.